# 万玛拉
万玛拉（芬蘭語：Vammala）原先是芬兰西芬兰省的一个市镇，2009年成为萨斯塔马拉市镇的一部分。